# Reduktaza dihydrobiopterydyny
Reduktaza dihydropterydyny (EC 1.5.1.34) jest enzymem z klasy oksydoreduktaz. Współpracuje z dinukleotydem nikotynamidoadeninowym. Przeprowadza odwracalną reakcję redukcji dihydropterydyny do tetrahydropterydyny, utleniając tym samym NAD(P)H do NAD(P)+.

## Reakcje
Enzym ten przeprowadza dwie reakcje.
Redukcja dihydropterydyny:
- dihydropterydyna + NAD(P)H + H+ {\displaystyle \rightleftharpoons } tetrahydropterydyna + NAD(P)+

Reakcja redukcji dihydropterydyny, jako część etapu resyntezy tetrahydrobiopteryny, który jest koenzymem niezbędnym dla prawdiłowej aktywności enzymatycznej kilku enzymów.
- dihydrobiopteryna + NAD(P)H + H+ {\displaystyle \rightleftharpoons } tetrahydrobiopteryna + NAD(P)+

 + NAD(P)H + H+ {\displaystyle \rightleftharpoons }  + NAD(P)+